# Bawisi
Bawisi fou un estat tributari protegit de l'Índia, a l'agència de Mahi Kanta a la regió de Gujarat, presidència de Bombai, amb una població el 1881 de 38.601 habitants.
Pagava a Baroda un tribut de 3.301 lliures.